# 三輪町 (福岡県)
三輪町（みわまち）は、福岡県中央部（朝倉郡）にあった町。2005年3月22日に夜須町と合併して筑前町となり、町役場は筑前町役場総合支所となっている。

## 地理
- 山：目配山、三輪山

## 歴史
- 1889年4月1日 - 町村制施行により、夜須郡大三輪村・栗田村が発足。
- 1896年（明治29年）4月1日 - 郡の統合により朝倉郡に所属[1]。
- 1908年9月1日 - 大三輪村・栗田村が新設合併し、三輪村が発足。
- 1962年4月1日 - 町制施行。三輪町となる。
- 2005年3月22日 - 夜須町と新設合併して筑前町となり消滅。

## 行政
- 町長：手柴豊次（最終代）

## 地域

### 教育
- 筑前町立三輪中学校
- 筑前町立三輪小学校

## 交通

### 鉄道
- 甘木鉄道
  - 甘木線
    - 山隈駅 - 太刀洗駅 - 高田駅

### 道路
国道
- 国道386号
- 国道500号

主要地方道
- 福岡県道77号筑紫野三輪線

## 名所・旧跡・観光スポット・祭事・催事
- 大刀洗平和記念館
- 旧日本陸軍大刀洗飛行場跡
- 仙道古墳

## 三輪町出身の有名人
- 久保竜彦（プロサッカー選手）
- 大場啓（プロサッカー選手）
- 町田隼人（お笑い芸人）